# 後藤保弥太
後藤 保弥太（ごとう やすやた、1896年（明治29年）5月21日 - 1937年（昭和12年）7月16日）は、北濃鉄道株式会社の社長、伯爵。後藤猛太郎の嫡男。後藤象二郎の嫡孫。

## 来歴
1896年（明治29年）、後藤猛太郎の嫡男として、新潟県に生まれる。母は新潟の芸妓。
祖父後藤象二郎は、猛太郎が放蕩の末に多額の負債を抱えていた為、後藤家の行末を案じて、猛太郎を永らく勘当していたが、孫の保弥太が生まれたことを大変喜び、このことがきっかけで、猛太郎の勘当を解くことになった。「保弥太」という名は、後藤象二郎の幼名でもある。
1913年（大正2年）、父猛太郎が薨去したため、17歳の時に襲爵（伯爵）を仰せ付けられる。
学習院を経て、米国プリンストン大学に留学。帰国後、新橋の花街で「後藤の若様」と担がれるほど放蕩して散財した。また、いとこに当たる岩崎小弥太に25万円を用立ててもらうも半年経たない間に使い切ったり、父と親しかった杉山茂丸に事業を斡旋してもらったり資金援助を受けたりしたが失敗し、昭和の初めには擦り寄ってきたブローカーのような人々に印判などを悪用され、約5万円の負債を抱えた。1928年（昭和3年）に隠居したが、長男への襲爵は許可されなかった。
1922年に新橋の芸妓・のぶ葉と婚約し同棲を始めたが、のぶ葉が保弥太から感染した性病治療のために新居を離れていた間に保弥太が花岡貞子と結婚し、さらにのぶ葉が翌年生んだ子を認知しなかったため、のぶ葉から婚約不履行で訴えられた。保弥太は妾としてのぶ葉を落籍したのであって婚約ではないと反論したが、求婚の際に医師による処女証明書を提出させるなど、婚約と信じるに足る状況が散見されるとして、裁判所はのぶ葉の訴えを大筋において認め、保弥太に慰謝料の支払いを命じた。
1931年（昭和6年）頃には北濃鉄道株式会社の社長となっていた。
事業を興そうとフィリピンや満州を巡った後、1937年（昭和12年）7月16日薨去。享年42。墓所は青山霊園(1イ13-23)。長男・省三は襲爵手続きをせず、後藤伯爵家は消滅した。

## 栄典
- 1916年（大正5年）5月30日 - 従五位[7]

## 家族
- 曾祖父：後藤正晴
  - 祖父：後藤象二郎
  - 祖母：寺田剛正（左右馬）の二女（磯子）
    - 父：後藤猛太郎
    - 母：元芸妓[5]
      - 本人：後藤保弥太
        - 妻：花岡出来輔(医師[8])の三女・貞（後に離婚）
          - 長男：後藤省三（1923年生まれ）

        - 後妻：京都の名家の娘・幸子

      - 異母弟：川添紫郎（川添象郎の父）

## 補注
1. ↑  『華族名簿. 大正5年3月31日調』（華族会館、1916年）32頁
2. 1 2  『明治・大正・昭和 華族事件録』123頁
3. ↑  『人事興信録. 9版』（人事興信所、1931年）こ92頁
4. ↑  『明治・大正・昭和 華族事件録』119-121頁
5. 1 2 3  藝妓から伯爵へ慰藉料四萬圓を請求した事件『貞操蹂躙とその裁判』実田実男 著 (二松堂書店, 1930)
6. ↑  『明治・大正・昭和 華族事件録』122頁
7. ↑  『官報』第1148号「叙任及辞令」1916年5月31日。
8. ↑  みちくさ保険物語 画像に見る保険の歴史 029 : 戦前の保険会社小史 (2) 職工生命保険株式会社米山高生, 保険毎日新聞: 11-11, 2016-03-22